# Lešnica (rivière)
Pour les articles homonymes, voir Lesnica.
La Lešnica (en serbe cyrillique : Лешница) est une rivière de Serbie et un affluent droit de la Drina, donc un sous-affluent du Danube par la Save. Elle fait partie du bassin versant de la mer Noire.

## Géographie
Sa longueur est de 28 km. 
La Lešnica se jette dans la Drina à la hauteur de la localité de Lešnica.